# Laem Chabang
Laem Chabang (in lingua thai: แหลมฉบัง; trascrizione IPA: /lɛːm t͡ʃaˈbaŋ/) è una città maggiore (thesaban nakhon) della Thailandia, situata nel gruppo regionale della Thailandia Centrale. Il territorio municipale occupa parte del Sottodistretto (Tambon) di Bang Lamung, che fa parte del Distretto di Bang Lamung, tutti i sottodistretti di Bueng, Sura Sak, Thung Su Khla e parte del Sottodistretto di Nong Kham, questi ultimi parte del Distretto di Si Racha. Entrambi i distretti sono inseriti nella Provincia di Chonburi.
Secondo i dati del Dipartimento thailandese della Pubblica Amministrazione, con i suoi 86 833 abitanti era il 31 dicembre 2018 la seconda città con più residenti dopo Chaophraya Surasak nella provincia, nella quale si trova anche la popolare e affollata Pattaya, che in quella stessa data aveva 119 122 residenti ma nel censimento 2010 aveva 320 262 tra residenti, domiciliati ecc.

## Geografia fisica

### Territorio
Laem Chabang si affaccia sulla costa orientale della baia di Bangkok, a pochi chilometri da Chaophraya Surasak e Si Racha, che si trovano a nord, mentre il centro di Pattaya è 23 km più a sud e la capitale Bangkok è 122 km a nord-ovest. Il territorio si trova in una zona pianeggiante punteggiata da rilievi isolati, soprattutto verso nord, contrafforti del massiccio del Khao Khiao che si erge alcuni chilometri a nord-est e a est della città.

### Clima
La temperatura media mensile massima è di 33,3° ad aprile, durante la stagione secca, con un picco di 39° registrato a dicembre e a gennaio, mentre la media mensile minima è di 31,2° a settembre, nella stagione della piogge, con un picco di 14° a dicembre. La media massima mensile delle precipitazioni piovose è di 247,3 mm in settembre, nella stagione delle piogge, con un picco giornaliero di 176,5 mm in gennaio. La media minima mensile è di 8.2 mm in dicembre. La stagione fresca va da novembre a gennaio, quella secca da febbraio a maggio e quella delle piogge da maggio a ottobre.

## Porto
A causa dei bassi fondali, il vecchio porto di Bangkok non permette l'attracco di navi mercantili ad alto tonnellaggio, che venivano quindi dirottate su Singapore e Hong Kong. Il problema è stato ovviato con la costruzione nel 1981 del porto di Laem Chabang, che da allora ha spedito e ricevuto la maggior parte dei container internazionali diventando il più trafficato della Thailandia. Negli anni successivi a Laem Chabang è transitato un crescente numero di navi mercantili e nel 2016 era il 22º più trafficato al mondo.
La costruzione del porto fa parte del piano di sviluppo della fascia costiera a sud-est di Bangkok, nella vasta zona compresa tra la provincia di Samut Prakan e la provincia di Rayong, dove è stata anche potenziata la rete stradale e ferroviaria, in particolare per quanto riguarda il trasporto merci. Il piano di sviluppo, a partire dagli anni ottanta, ha concentrato a sud-est della capitale la maggior parte delle nuove industrie, evitando anche l'aumento dell'inquinamento e del traffico di automezzi pesanti nella capitale legati alla crescita economica del Paese.
Sorge su un'area di 2.572 acri ed è stato attrezzato con le più moderne tecnologie per l'attracco di qualsiasi tipo di nave. Le infrastrutture esterne (strade, ferrovie e idrovie) sono proporzionate alle funzioni e alle dimensioni del porto, il cui obiettivo è quello di diventare il maggiore centro dei trasporti marittimi dell'intero sudest asiatico. Oltre alla zona per il trasporto merci, il porto di Laem Chabang comprende una zona per le navi passeggeri ed altre per ulteriori usi.